# 5 канал
«5 канал» — український інформаційно–просвітницький телеканал. До 2021 року телеканал належав Петру Порошенку, а з 2021 року входить до медіаконгломерату «Вільні медіа».

## Історія

### 2003—2004
1 вересня 2003 року телерадіокомпанії «НБМ» і «Експрес-Інформ» створили «5 канал». Оскільки обидві компанії переоформлювали свої ліцензії на один канал, для реалізації цього ТРК «Експрес-Інформ» подавалася з логотипом «5 канал», а ТРК «НБМ» — «5». Ідея та концепція каналу належала журналістам Андрію Шевченку, Роману Скрипіну та Євгену Глібовицькому, які через цензуру покинули «Новий канал», «СТБ» й «1+1» відповідно. Від часу свого заснування «5 канал» позиціонував себе як «канал чесних новин». Того ж року журналісти, керівники та власники каналу підписали угоду про принципи роботи, які забороняли власникам втручатися у процес виробництва новин, і ухвалили засади редакційної політики.
Згодом на каналі почали з'являтися інші програми, а обсяг інформаційного мовлення збільшився. У 2004 році, окрім вечірнього випуску інформаційно-аналітичної програми «Час», на «5 каналі» почали виходити новини і в інший час. Збільшилась і кількість ведучих, що вели новини. У студії почали працювати Данило Яневський, Микола Вересень і Наталія Мосейчук.
Під час президентських виборів 2004 року «5 канал» був єдиним телеканалом, що надавав час в етері як владному кандидату Віктору Януковичу, так і опозиції у особі Віктора Ющенка. При цьому, працівники каналу скаржилися на тиск з боку влади та провладних політиків.
7 жовтня 2004 року власник «5 каналу» Петро Порошенко звинуватив Володимира Сівковича, голову парламентської комісії у справі про отруєння Віктора Ющенка, у «виконанні сценарію Банкової». За тиждень, за позовом Сівковича суд постановив заблокувати банківські рахунки каналу, після чого журналісти оголосили голодування, і з часом рахунки було розблоковано. Згодом канал почав часткову ретрансляцію засідань Верховної ради України.
Під час Помаранчевої революції канал перейшов у режим цілодобового інформаційного мовлення і наживо транслював події на Майдані Незалежності в Києві та в інших важливих точках столиці України та регіонів. Завдяки цьому, рейтинг каналу досяг рекордних показників — за аудиторією телеканал посідав третє місце в Україні, випередивши телеканали «Інтер» та «1+1», які мали велике охоплення національної мережі телемовлення.

### 2005—2013
У лютому 2005 року було змінено формат, канал став «першим інформаційним». З 14 березня 2005 року з етеру були вилучені розважальні та музичні програми, художні фільми та інше, залишилися тільки новини, документальні фільми, аналітика та публіцистичні програми, передачі про туризм. У цей же час канал залишив керівник служби новин Андрій Шевченко, його на цій посаді змінив Роман Скрипін.
У травні 2006 року Скрипін покинув канал, заявивши про відсутність розвитку і про те, що на каналі зруйнували схему прийняття рішень. Зокрема, призначення шеф-редактора новин відбулося без обговорення з ним, як із шеф-редактором.
Канал почав новий 2007 рік з новою програмною сіткою, побудованою за принципом «горизонтальних лінійок». Увесь новинний контент було розділено на блоки, кожний з яких мав фіксоване місце у програмній сітці. Вибудувана принципово нова структура новин, загальна кількість інформаційних повідомлень зросла від 40 до понад 60
На початку червня 2010 року суд задовольнив вимоги групи телеканалів «Інтер», анулювавши прийняте за півтора року до цього рішення Нацради про виділення «5 каналу» і «ТВі» частот на мовлення. Журналісти цих телеканалів заявили про вплив на судове рішення керівника СБУ Валерія Хорошковського, який одночасно був власником групи «Інтер».
18 серпня 2010 року зупиняв роботу сайт «5 каналу» через DDOS-атаку.
25 серпня 2011 року в етері каналу телемарафон «Українська Незалежність», який вели Тетяна Даниленко та Павло Кужеєв, установив новий світовий рекорд — 52 години безперервного етеру. У жовтні телемарафон було зареєстровано в Книзі рекордів Гіннеса.
У березні 2012 року «5 канал» спільно з інформаційним агентством RegioNews почав трансляції прес-конференцій у медіахолі RegioNews наживо.

### 2014—2016

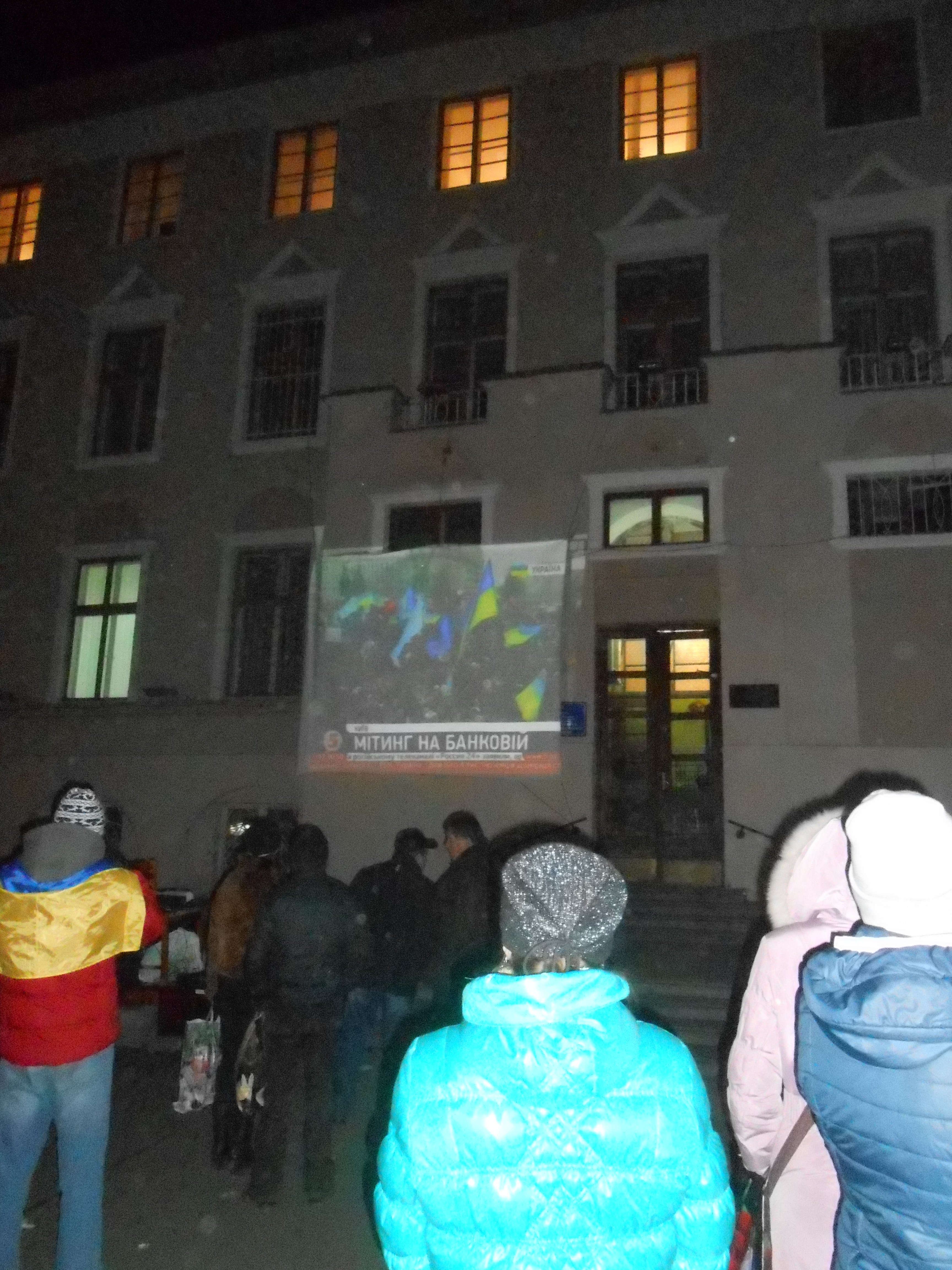
Мітинг у Дрогобичі перед ратушею на підтримку Євромайдану. Ретрансляція новин «5 каналу» на стіні ратуші, 3 грудня 2013

18 лютого 2014 року канал було відключено з етеру, кабельних мереж та трансляції на супутник практично по всій Україні через висвітлення штурму силовиками Євромайдану на Майдані Незалежності в Києві, але згодом мовлення було поновлено.
Під час Революції гідності працівників корпунктів каналу в Криму та на Сході України переслідували проросійські активісти. Канал перевів журналістів до Києва. У центрі Києва під час Революції гідності знімальні групи 5-го каналу цілодобово висвітлювали події з Майдану. Журналіста Азада Сафарова та оператора Сергія Клименка було побито міліціянтами 18 лютого 2014 року.
З весни 2014 року неодноразово невідомі повідомляли про замінування каналу (15 листопада 2014 року це сталось у втринадцяте), що на час пошуку вибухівки припиняло його роботу.
З 5 вересня 2016 року телеканал здійснює мовлення у форматі 16:9.

### 2019—2021
31 травня 2019 року ведучого «5 каналу» Віталія Гайдукевича було обрано до центральної політради партії «Європейська Солідарність».
10 жовтня 2019 року телеканал запустив HD-версію на супутнику Astra 4A. 2019 року канал змінив ліцензію з інформаційного мовлення на інформаційно-просвітницьке. Прямі трансляції важливих подій і залишилися пріоритетом каналу.
У ніч проти 1 січня 2020 року телеканал разом з «Прямим» каналом транслював звернення Порошенка до громадян замість новорічного звернення президента. Звернення Зеленського з'явилось в етері телеканалів після опівночі. В ніч проти 1 січня 2021 року канал спочатку транслював звернення Зеленського, а після опівночі — Порошенка.
2021 року слідчі ДБР оголосили підозру чинному працівнику Нацполіції за перешкоджання журналістській роботі та побиття знімальної групи 5-го каналу.
Після підписання закону України «Про запобігання загрозам нацбезпеці, пов'язаним з впливом олігархів» 8 листопада 2021 року власник каналу Петро Порошенко продав свою частку та передав всі акції телеканалу новоствореному медіахолдингу «Вільні медіа».

### 2022

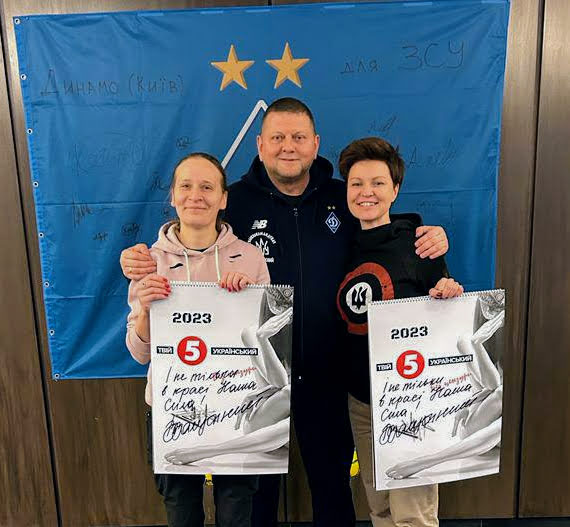
Валерій Залужний із календарями та працівницями телеканалу

У грудні 2022 року, під час російського вторгнення до України, працівники телеканалу створили календар «Без цензури» з метою зібрати гроші на ЗСУ. На сторінках календаря було розміщено оголені фото ведучих телеканалу. Ця ініціатива зустріла неоднозначні відгуки серед українського суспільства.
Зокрема, деякі активісти назвали акцію сексистською та дискримінаційною, вони звернулися до комісії з журналістської етики та уповноваженого ВРУ з прав людини. 7 грудня видання Детектор медіа опублікувало заяву про неприпустимість акції і назвало акцію сексистською, до них приєдналися деякі інші ЗМІ, зокрема, Зміна, ТСН.
Головнокомандувач ЗСУ Валерій Залужний підтримав створення календаря і власноруч підписав два примірники, які було заплановано розіграти на аукціоні.
Протягом 4 днів на потреби захисників було зібрано 1 млн грн, на 20 грудня було зібрано 1,7 млн грн та закуплено 50 рацій. Перший примірник календаря отримав меценат, що пожертвував 77.777 грн, на отримані гроші працівники телеканалу закупили, серед іншого, станції зв'язку.

### 2023
30 березня 2023 року ТОВ «ТРК „Експрес-Інформ“» відмовилось від супутникової ліцензії (логотип «5+»).
16 листопада 2023 року НацРада призначила позапланову перевірку через висловлювання Ірини Фаріон у програмі «Рандеву з Яніною Соколовою».

## Рейтинги
2021 року частка телеканалу склала 0,27 % з рейтингом 0,03 % (дані системи рейтингів Nielsen, аудиторія 18-54 міста 50 тис.+, 28-е місце серед українських каналів).

## Критика
П'ятеро анонімних працівників каналу та журналісти Оксана Гризенко та Ксенія Новікова звинуватили телеканал у тому, що кілька років поспіль вони отримували оплату своєї роботи за системою подвійної бухгалтерії. Про це 1 грудня 2016 року написала німецька газета «Frankfurter Allgemeine Zeitung».

## Мовлення

### Супутникове мовлення
| Супутник         | Стандарт | Частота, МГц | Швидкість | Поляризація     | FEC | Формат зображення | Кодування |
| ---------------- | -------- | ------------ | --------- | --------------- | --- | ----------------- | --------- |
| Astra 4A (4.8°E) | DVB-S2   | 12437        | 30000     | вертикальна (V) | 3/4 | MPEG-4            | FTA       |

### Етерне цифрове мовлення
| Канал | Мультиплекс | Стандарт | Формат мовлення |
| 1     | MX-5        | DVB-T2   | SD 576i 16:9    |

## Наповнення етеру

### Програми
- «Час новин. Підсумки»
- Ток-шоу «5 копійок»
- Токшоу «Кондратюк у понеділок»
- Ток-шоу «Дійові особи»
- Ток-шоу «Велика політика»
- Ток-шоу «Прямим текстом з Юрієм Луценком»
- «Час за Гринвічем»
- «Підсумки тижня з Анною Мірошниченко»
- «Час „Ч“»
- «Марафон. Вторгнення»
- «Час новин»
- «Час спорту»
- «Закрита зона»
- «Інформаційний день»
- «Час громади»
- «Актуально: Економіка. Політика. Соціум»
- «Час пік»
- «Час. Підсумки тижня»
- «Вікно в Америку»
- «Час-Time»
- «Машина часу»
- «Феєрія мандрів»
- «Хроніка дня»
- «Хроніка тижня»
- «Клуб Life»
- «Світла енергія»
- «Медекспертиза»
- «Медекспертиза. Поради»
- «Спостерігач»
- «Драйв»
- «Невигадані історії»
- «Кендзьор»
- «Id Journal»
- «Автопілот-новини»
- «Укравтоконтинент»
- «Олімпійські історії»
- «Навчайся з нами»
- «Про військо»
- «Полігон»
- «Особливий погляд»
- «Новобудова»
- «Рандеву»
- «Кіно з Яніною Соколовою»
- «Будівельний стандарт»
- «Історія успіху»
- «Стоп корупції!»
- «Континент»
- «Паспортний сервіс»
- «Pro Faces»
- «Життя цікаве»
- «Ресторанні новини»
- «Страва від шефа»
- «Коктейль»
- «5 елемент»
- «5 елемент. VIP»

### Серіали
- «Спадкоємець дель Монте»
- «Чорна кімната»
- «Епоха честі»
- «Суперпожежа»
- «Прискорена допомога»

## Ведучі
- Яніна Соколова
- Анна Мірошниченко
- Яна Конотоп
- Лариса Губіна
- Олег Криштопа
- Катерина Кельбус
- Віталій Ковач
- Сергій Барбу

## Логотипи
Телеканал змінив 5 логотипів. Теперішній — 6-й за ліком. З 1 вересня 2003 до 13 березня 2005 року та з 5 вересня 2016 року логотип знаходиться у правому верхньому куті екрана. З 14 березня 2005 до 4 вересня 2016 року знаходився у лівому нижньому куті.
| Логотип | Опис |
| ------- | --- |
|         | З 1 вересня 2003 до 13 березня 2005 року логотипом телеканалу була стилізована цифра «5» білого кольору. Знаходився у правому верхньому куті. |
|         | З 14 березня 2005 до 23 серпня 2013 року використовувався логотипом був непрозорий білий круг, всередині якого напівпрозора цифра «5». Знаходився у лівому нижньому куті. З 24 серпня 2013 до 13 листопада 2018 року використовувався той же логотип, але круг став напівпрозорим. З 24 серпня 2013 до 4 вересня 2016 року стояв у лівому нижньому куті, а з 5 вересня 2016 до 13 листопада 2018 року ― у правому верхньому куті. |
|         | З 14 листопада 2018 до 8 вересня 2019 року використовувався білий круг із прозорою цифрою «5» логотип був анімований. Знаходився там же. |
|         | З 9 вересня 2019 до 20 вересня 2020 року логотипом був червоний круг була біла цифра «5» під логотипом був годинник. Логотип непрозорий. З 21 вересня 2020 року використовується схожий логотип, але у верхній частині кругу з'явився відблиск світла. |